# Menka (Santa)
Pour les articles homonymes, voir Menka (homonymie).
Menka est une localité du Cameroun située dans la commune de Santa et le département de la Mezam, dans la Région du Nord-Ouest.

## Population
Lors du recensement de 2005, on a dénombré 253 personnes.

## Histoire
Selon un rapport officiel du gouvernement camerounais, le 25 mai 2018, 32 personnes sont tuées dans la localité lors d'un affrontement entre les forces de sécurité et un groupe armé retranché dans un motel. Ces événements sont liés à la crise anglophone au Cameroun. 